# Banatsko Višnjićevo
Banatsko Višnjićevo (en serbe cyrillique : Банатско Вишњићево ; en hongrois : Vida) est un village de Serbie situé dans la province autonome de Voïvodine. Il  fait partie de la municipalité de Žitište dans le district du Banat central. Au recensement de 2011, il comptait 248 habitants.

## Démographie

### Évolution historique de la population
| 1948 | 1953 | 1961 | 1971 | 1981 | 1991 | 2002 | 2011 |
| ---- | ---- | ---- | ---- | ---- | ---- | ---- | ---- |
| 662  | 682  | 677  | 577  | 458  | 391  | 384  | 248  |

|  |